# Ренмарк (аеропорт)
Ренмарк (англ. Renmark Airport) — аеропорт невеличкого міста Ренмарк в Південній Австралії. Розташований за 5 кілометрів від міста.